# 2-Асса-2
«2-Асса-2» (рос. 2-Асса-2) — російський фільм 2008 року режисера Сергія Соловйова, продовження кінострічки «Асса», частина дилогії — з кінокартиною «Анна Кареніна».
Прем'єра дилогії пройшла 25 лютого 2009 року під час закриття VII Міжнародного фестивалю кінематографічних дебютів «Дух вогню» (рос. Дух огня)..

## Історія створення
«Я вважав за необхідне зняти другу „Ассу“, бо перша завершувалася піснею Цоя „Перемен!“. На тому концерті, що увійшов до фільму, зібралося близько восьми тисяч людей! Я теж стояв у натовпі, теж махав рукою, кричав: „Перемен!“ <…> Але жоден із тих людей не хотів саме таких змін, які зрештою настали. <…> Тоді я відчув себе брехуном. Якимось козлом-провокатором, що вигукнув „Перемен!“, а натовп, що йшов за ним, пустили під ніж. Саме відчуття фальші змусило мене зняти другий фільм».— Сергій Соловйов

## Сюжет
Після вбивства Кримова Аліку засуджують до тюремного ув'язнення. Вона відбуває строк у колонії під Сімферополем, де начальником є колишній наглядач слідчого ізолятора — Юсуп Абубакарович. Саме там до рук Аліки потрапляє уривок з роману Льва Толстого «Анна Кареніна».
До колонії приїжджає кінорежисер Петро Горевой, який проводить кастинг героїнь для екранізації саме цього роману, паралельно знімаючи документальний фільм «Чи легко жінці на зоні?». Після прослуховувань Аліці доручають головну роль. Поки режисер шукає фінансування, він знімає ще один фільм за її участі. Невдовзі термін ув'язнення Аліки добігає кінця. Ще під час перебування в тюрмі вона народила доньку Аню, вважаючи, що це — дитина від Бананана.
Пошуки фінансування приводять режисера до Ольги — доньки Кримова та Агнеси, дружини Кримова, яка після його загибелі потрапила до психіатричної лікарні. За допомогою друзів загиблого батька Ольга стала мільйонеркою: вона мешкає у власному палаці в Італії та володіє яхтою «Андрій Кримов». Начальником охорони при ній є Шурик Бабакін — колишній спільник Кримова та самозванець, що видавав себе за майора ВПС. Юсуп Абубакарович обіймає посаду управителя її маєтку.
Бабакін постійно остерігається замахів, тому вигадує все нові плани захисту клану. Ольга погоджується профінансувати фільмування, але згодом, бажаючи помститися Аліці за смерть батька, наказує продюсеру згорнути проєкт — із дозволом дозняти лише фінальну сцену: сцену загибелі Анни Кареніної. Офіційна причина закриття стрічки — неактуальність теми та неможливість повернути вкладені кошти.
Окремі епізоди фільму присвячені пошукам режисером адекватного музичного оформлення до фільму «Анна Кареніна». Свої варіанти пропонують різні виконавці: співачка Аделаїда (Ада), гурт «Ленінград», симфонічний оркестр із солістом-альтистом Артемом Олександровичем Білим. Режисер зупиняє свій вибір на останньому варіанті.
Аліка та її донька Аня одночасно закохуються в Білого, якого Петро запросив писати музику до свого фільму. Так виникає любовний трикутник: Білий кохає Аліку, однак Аня також має до нього сильні почуття.
Під час відпустки в Ялті Аліка випадково бачить на базарі торговця смаженого насіння, надзвичайно схожого на Бананана. Почавши власне розслідування, вона дізнається, що це — не Бананан, а людина, якій пересадили голову загиблого Бананана (у фільмі детально описано цей медичний експеримент). Щоб упевнитися в батьківстві, Аліка робить генетичну експертизу. Виявляється, що Бананан не є батьком її дитини. Зрозумівши, що її донька — від Кримова, Аліка вирішує відвідати в психіатричній лікарні дружину Кримова — Агнесу. Однак покаяння не відбулося: Агнеса не прийняла вибачень Аліки й навіть намагалася її вбити.
Приголомшена всім, що сталося, Аліка під час фінальних кадрів фільму повторює вчинок Анни Кареніної — і кидається під поїзд. Дізнавшись про це, Ольга негайно наказує відновити проєкт, адже тепер він, за її словами, принесе непоганий прибуток.
Аня, підозрюючи у смерті матері свою єдинокровну сестру Ольгу, позичає гроші у Білого з наміром організувати її вбивство. На ці гроші вона наймає начальника охорони Ольги — Бабакіна, однак той, уникаючи виконання замовлення, передає отримані кошти Юсупу Абубакаровичу, тим самим підставивши як замовницю, так і себе самого. Ольга доручає жорстко розібратись з усіма учасниками невдалої змови. Кілери вбивають режисера, ламають пальці дочці Аліки й смертельно ранять Бабакіна просто під час його весілля.
У фінальному епізоді, на сцені Зеленого театру — саме того, де у фіналі першої «Асси» виступав Цой — Сергій Шнуров виконує пісню «Мне бы в небо», а Білий, у подарованому від Ані капелюсі, акомпанує йому на синтезаторі.
Епізоди:
1. СРСР. Москва. 1987 (рос. СССР. Москва. 1987)
2. Гоп-стоп (рос. Гоп-стоп)
3. Легенда про мандрівного графа Л. М. Т. (рос. Легенда о странствующем графе Л. Н. Т.)
4. Психоделія (рос. Психоделия)
5. Кінг-Конг на повну (рос. Кинг-конг при всём)
6. Мавпятник № 1 (рос. Обезьянник № 1)
7. Хвалена спина Аделаїди (рос. Хвалёная спина Аделаиды)
8. Підколодна гадина (рос. Змеюка подколодная)
9. Мавпятник № 2 (рос. Обезьянник № 2)
10. Неприємна відпустка (рос. Нехороший отпуск)
11. Україна. Ялта. 2008 (рос. Украина. Ялта. 2008)
12. Легенда про великого інквізитора (рос. Легенда о великом инквизиторе)
13. Осередок снів (рос. Обитель снов)
14. Божевільна Агнеса (рос. Безумная Агнесса)
15. Козирні піки (рос. Пики козыри)
16. Тремтяче бабло (рос. Шевелящееся бабло)
17. 9 днів (рос. 9 дней)
18. 40 днів (рос. 40 дней)

## У ролях
- Тетяна Друбич — Аліка Алданова
- Сергій Маковецький — Петро Горовий, кінорежисер
- Юрій Башмет — Артем Олександрович Білий, альтист
- Анна Соловйова — Аня, дочка Кримова й Аліки
- Сергій Шнуров — камео
- Катерина Волкова — Аделаїда (Ада), співачка
- Станіслав Барецький — камео
- Олеся Судзиловська — Ольга, дочка Кримова та Агнеси
- Олександр Баширов — Шурик Бабакін, начальник охорони Ольги
- Юрій Шумило — Юсуп Абубакарович, управитель маєтку Ольги
- Сергій Бугайов — торговець смаженого насіння, схожий на Бананана
- Світлана Тормахова — Марія Антонівна, мати Бананана
- Наталя Коляканова — Божевільна Агнеса, вдова Кримова
- Михайло Крилов — хірург зі світовим ім'ям
- Ігор Письменний — продюсер фільму «Анна Кареніна»
- Василина Сахнова — продюсер фільму «Анна Кареніна»
- Леонід Ворон — генетик
- Валерій Баринов — граф Л. Н. Т., що літав пепелацом-ротондою
- Володимир Федоров — співрозмовник графа з ліхтарем / залізничник

## Знімальна група
- Режисер — Сергій Соловйов
- Продюсер — Сергій Соловйов
- Автор сценарію — Сергій Соловйов
- Композитор — Сергій Шнуров
- Оператор — Юрій Клименко
- Художник-постановник — Сергій Іванов
- Художник-декоратор та SFX — Валерій Гранков

## Саундтрек
Гурт «Ленинград» і Шнур
Катя Волкова (співачка Аделаїда)
пісня Бориса Гребенщикова «Навигатор»
пісня «Кино» «Мы ждём перемен!»

## Місця зйомок
Фільм було відзнято 2007 року в Москві, Санкт-Петербурзі, Ялті й Італії. У декількох епізодах показано Зелений театр і ЦПКтаВ імені Горького.